# Asaf Jah IV.
Nasir ad-Daula Mir Farqunda Ali Khan Siddiqi, Asaf Jah IV. (* 25. April 1794 in Bidar; † 16. Mai 1857) war als Nizam der absolute Herrscher des indischen Fürstenstaats Hyderabad im Hochland des Dekkan. Die Mutter seines Kronprinzen war Dilwar-u-Nisa Begum.
Wie zur Zeit seiner Vorgänger war der Kauf von Ämtern üblich, Gerichtsurteile wurden zu Gunsten des Meistbietenden gesprochen. Vasallen (jagir) erwarben immer größere Landgebiete, die sie vollkommen kontrollierten, die vereinbarten Abgaben wurden selten an die Staatskasse abgeführt. Die landbebauenden Bewohner hatten auch Frondienste (vetti) zu leisten.

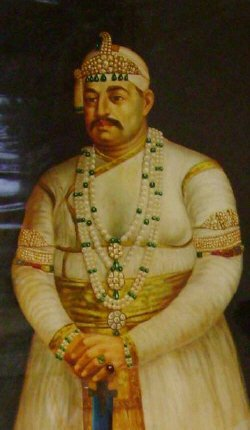

In seine Zeit fällt die dauernde „Verpachtung“ des fruchtbaren Gebietes von Berar an die britischen Kolonialherren. Die Ahnen des Nizam hatten sich verpflichtet eine einheimische Truppe unter britischem Kommando (subsidary force: 8 Bataillone Infanterie, 2 Kavallerieregimenter) – stationiert im damals zehn Kilometer von der Hauptstadt entfernt liegenden Secunder;abad – auszurüsten und zu unterhalten. Der Generalgouverneur Lord Dalhousie und der Resident John Low (* 1788, † 1880) waren der Ansicht, dass Hyderabad mit 640.000 Rupien Zahlungen im Rückstand sei und verlangten die Abtretung dieses Gebiets (Wert 3 Mio. Rs.), des Raichur-Doabs (1,1 Mio. Rs.) und einiger anderer. Außerdem wurden die Juwelen des Herrschers verpfändet. Die zusätzliche Truppe, vollkommen von den Briten kommandiert und ausgerüstet, hieß Hyderabad Contingent mit einer Sollstärke von 5000 Mann Infanterie, 2000 Mann Kavallerie und 4 Batterien Artillerie.
Der nach dem Tode seines Onkels Siraj ul-Mulk 1853 ins Amt gekommene Diwan Salar Jung I., selbst zweitgrößter Jagir, begann mit Einführung einer Buchführung die Kontrolle der Staatsfinanzen.
Begraben wurde er in der Mekka-Moschee der Hauptstadt.